# Estàtua de la Llibertat
|  | Per l'estàtua uruguaiana del mateix nom, vegeu Estàtua de la Llibertat (Montevideo) |

L'estàtua de la Llibertat o "Llibertat enllumenant el món" (en anglès: "statue of Liberty" i Liberty Enlightening the World, respectivament) és un dels monuments més famosos de Nova York, dels Estats Units i d'arreu del món. Està situada a Nova York, sobre la petita illa de Liberty Island (illa de la Llibertat), al sud-est de Manhattan, a la desembocadura del riu Hudson i a prop de l'illa Ellis. Va ser un obsequi de França al segle xix per la celebració del centenari de la independència dels Estats Units i un signe d'amistat entre ambdues nacions, i va ser inaugurada el 28 d'octubre de 1886 amb la presència del president d'aquella època dels Estats Units, Grover Cleveland. El monument es va convertir en un símbol de benvinguda als immigrants europeus que cercaven llibertat o oportunitats al nou continent, puix sovint era el primer que veien després de travessar l'oceà Atlàntic, com també un símbol universal de la llibertat. Va ser realitzada per l'escultor Frédéric-Auguste Bartholdi i l'enginyer francès Gustave Eiffel en dissenyà l'estructura interna. L'arquitecte francès Eugène Viollet-le-Duc s'encarregà de l'elecció del coure utilitzat per a la construcció de l'estàtua. El 15 d'octubre de 1924 va ser declarada Monument nacional dels Estats Units i el 15 d'octubre del 1965 s'hi afegí l'illa Ellis. L'any 1984 va ser declarada Patrimoni de la Humanitat per la UNESCO. L'any 2005 rebé, ensems amb l'illa Ellis, un total de 4.235.595 visites.
Mundialment, l'estàtua de la Llibertat és una de les icones principals que s'associen als Estats Units; a més de ser un monument important de la ciutat de Nova York, es convertí en un símbol dels Estats Units i representa la llibertat i l'emancipació respecte de l'opressió. Arquitectònicament parlant, l'estàtua recorda el famós Colós de Rodes, una de «les set meravelles del món». Va ser nominada per a «Les set noves meravelles del món», en què resultà finalista. Des del 10 de juny de 1933, el seu manteniment és a càrrec de l'administració Servei de Parcs Nacionals dels Estats Units.

## Història

### Regal per als Estats Units
El jurista i polític francès, autor de Paris a Amérique, Édouard Lefebvre de Laboulaye, tingué la idea que França oferís un present als Estats Units com a obsequi per la commemoració del centenari de la independència nord-americana, com a record de la llarga amistat entre ambdós països i per garantir l'aliança franconord-americana. En una conversa amb Laboulaye, el jove escultor alsacià Frédéric Auguste Bartholdi li havia comentat:

### Models per a l'estàtua

#### Elecció de la cara

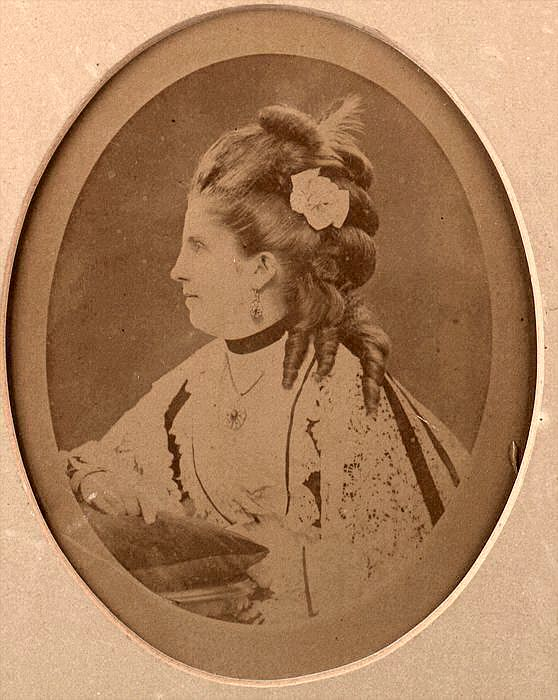
Isabella Eugenie Boyer, esposa d'Isaac Singer, fou una possible model per al rostre de l'estàtua

Hi ha diverses hipòtesis dels historiadors sobre la model que es podia haver utilitzat per a determinar la cara de l'estàtua, encara que en l'actualitat no existeix una resposta unitària.
Segons alguns historiadors, Bartholdi s'hauria inspirat en el rostre de la seva mare, Charlotte Bartholdi (1801-1891), i és la hipòtesi més acceptada fins al moment. La revista National Geographic donà suport a aquesta possibilitat, indicant que l'escultor mai explicà ni desmentí aquesta semblança amb la seva mare. Segons d'altres, Isabella Eugenie Boyer, vídua de l'inventor milionari Isaac Singer, en fou la model. Altres opinions sostenen que Bartholdi havia volgut reproduir el rostre d'una nena enfilada en una barricada sostenint una torxa l'endemà del cop d'estat de Napoleó Bonapart. Podria ser que simplement realitzés una síntesi de diverses cares femenines amb el fi d'aconseguir una imatge neutra i impersonal de la llibertat.

#### Inspiració en l'estranger

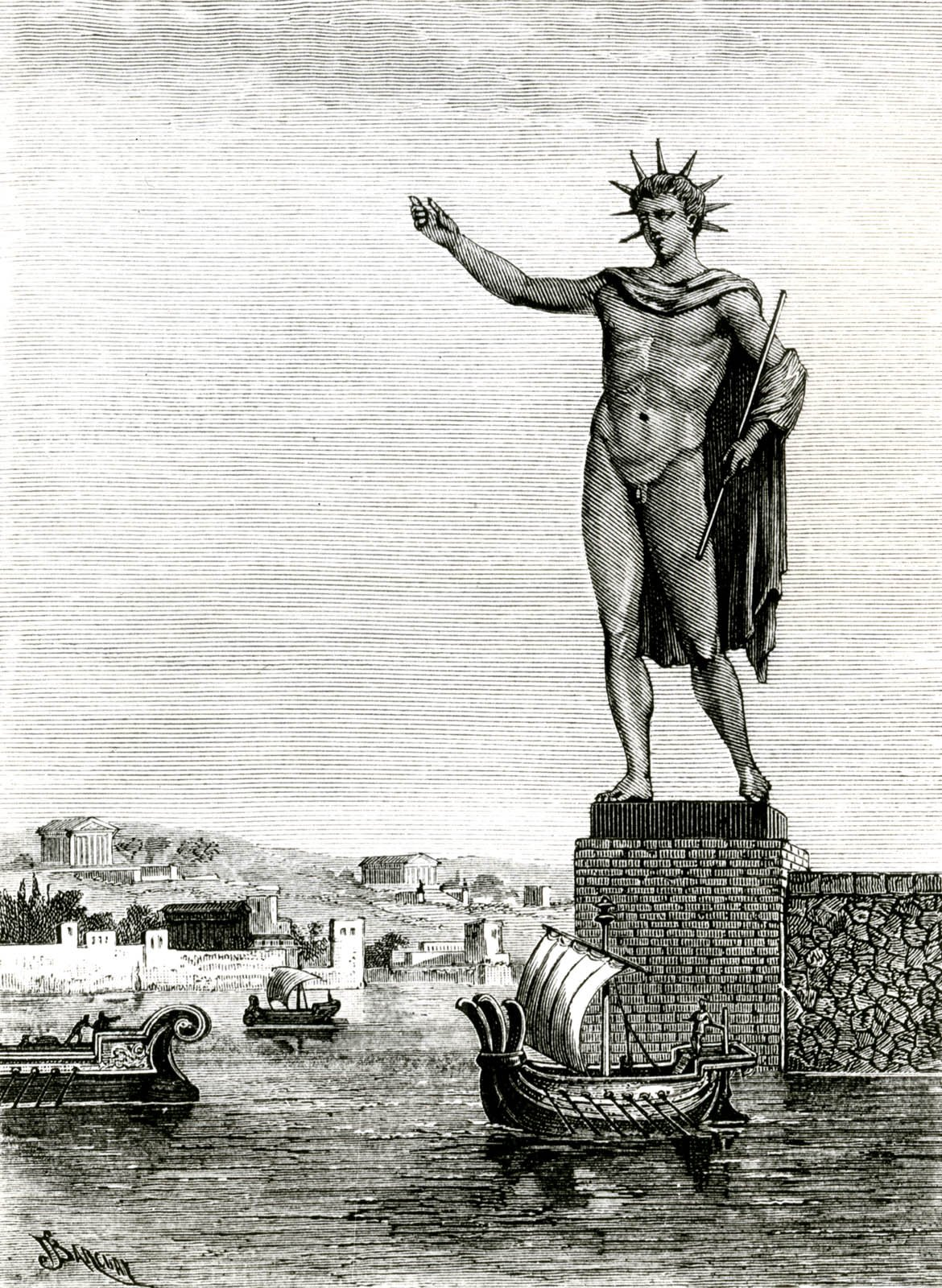
Gravat del Colós de Rodes del 1880

L'autor de l'estàtua de la Llibertat havia estat a Egipte i s'inspirà en la dea Llibertat del panteó romà, però vestint-la amb roba egípcia, per a un projecte consistent en un gran far en forma de dona que porta una torxa, per a una obra que hauria de fer al canal de Suez i que es diria Egipte porta la llum a Àsia. Els dibuixos d'aquest projecte egipci s'assemblen molt a l'estàtua de la Llibertat, encara que Bartholdi sempre va afirmar que el monument novaiorquès no n'era una reutilització, sinó que es tractava d'una obra original.
D'altra banda, l'estàtua també té punts en comú amb algunes representacions que s'havien fet a l'època del Colós de Rodes i d'altres li veuen similituds amb la Marianne francesa, o la dona que porta la bandera en el quadre La llibertat guiant el poble que Delacroix va pintar el 1830.

### Detalls de l'estructura

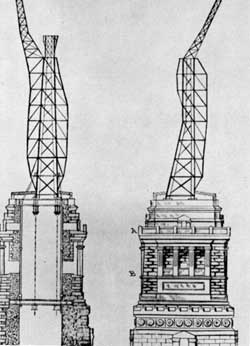
L'estructura segons els plans de 1885

França va convenir amb els Estats Units, de comú acord, que aquests s'encarregarien de la construcció de la base de l'estàtua mentre aquells es responsabilitzarien de l'estàtua en si i de l'assemblatge. Hi va haver problemes financers de les dues bandes i això va provocar que l'estàtua no estigués acabada per al centenari de la independència dels Estats Units (1876) sinó deu anys més tard. La unió francoamericana, fundada el 1874, es va encarregar d'organitzar la col·lecta de fons per a la construcció de l'estàtua. A França, la campanya de promoció va començar el 1875 i fins a 1880 no es va aconseguir la totalitat del finançament de la part francesa.
Bartholdi necessitava un enginyer perquè fos realitzable i en especial per dissenyar l'estructura interna que la sostindria. L'escollit va ser Gustave Eiffel, que amb el seu equip va realitzar el piló metàl·lic que la sosté i l'esquelet secundari intern que permet a la "pell" de coure de sostenir-se en posició vertical i de mantenir la seva forma. Les fulles de coure varen ser donades per Pierre-Eugène Secrétan, i es van fabricar el 1878 als tallers de Gaget-Gauthier, dirigits en aquest projecte per Eiffel, les peces de coure que formen la superfície de l'estàtua. Eiffel va encarregar els treballs de precisió a Maurice Koechlin, un col·laborador seu habitual, que també va treballar amb ell per a la construcció de la torre Eiffel.

### Patent de l'estàtua

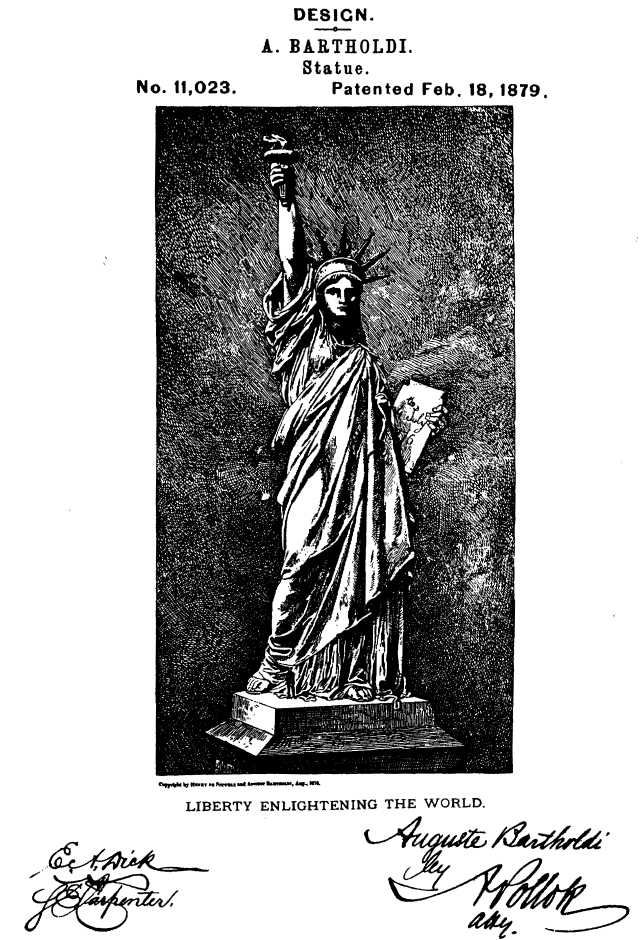
La patent de l'estàtua, obtinguda per Bartholdi el 1879

El 18 de febrer de 1879, Bartholdi va obtenir als Estats Units la patent del monument, amb el número D11.023. Aquesta patent la descrivia amb els termes següents:
La patent també especificava que el rostre de l'estàtua tenia trets clàssics, però que a la vegada es presentava seriosa i tranquil·la, i lleugerament inclinada cap a l'esquerra per descansar sobre la cama esquerra, amb tota la figura que es manté en equilibri.

### Adquisició de l'illa

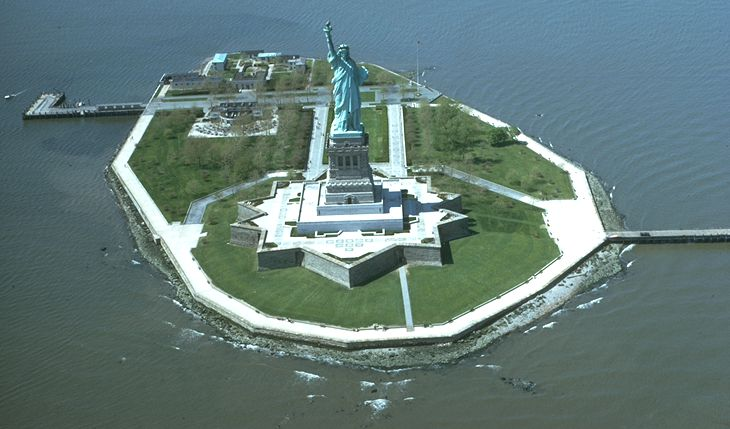
L'illa de la Llibertat

L'estàtua està situada a l'illa de la Llibertat, al port de Nova York. En un principi, l'illa se la coneixia com l'illa de Bedloe, i servia com a base militar. S'hi allotjava el fort Wood, un antic bastió d'artilleria construït en granit i els seus fonaments en forma d'estrella d'onze punxes serviren de base per a la construcció del sòcol de l'estàtua. L'elecció del terreny i la seva adquisició visqué diferents passos. El 1887, el Congrés dels Estats Units va donar el vistiplau per a la construcció de l'estàtua i el general W. T. Sherman fou nomenat per designar el terreny on es construiria el monument; escollí l'illa de Bedloe com l'emplaçament idoni. Quinze anys abans de la inauguració, Bartholdi havia previst la construcció del monument a l'illa de Bedloe, fascinat per la joventut i promeses de llibertat d'aquella nació i la imaginà orientada en direcció al continent d'origen, l'Europa que acollia i anava a continuar acollint els immigrants. No va ser fins al 1956, que el Congrés dels Estats Units decidí el canvi de nom de l'illa Bedloe pel de Liberty Island, 'illa de la Llibertat'.
L'ambaixador dels Estats Units a França, Levi P. Morton, va col·locar el primer rebló de la construcció de l'estàtua a París el 24 d'octubre de 1881.

### Etapa final de construcció

#### Base

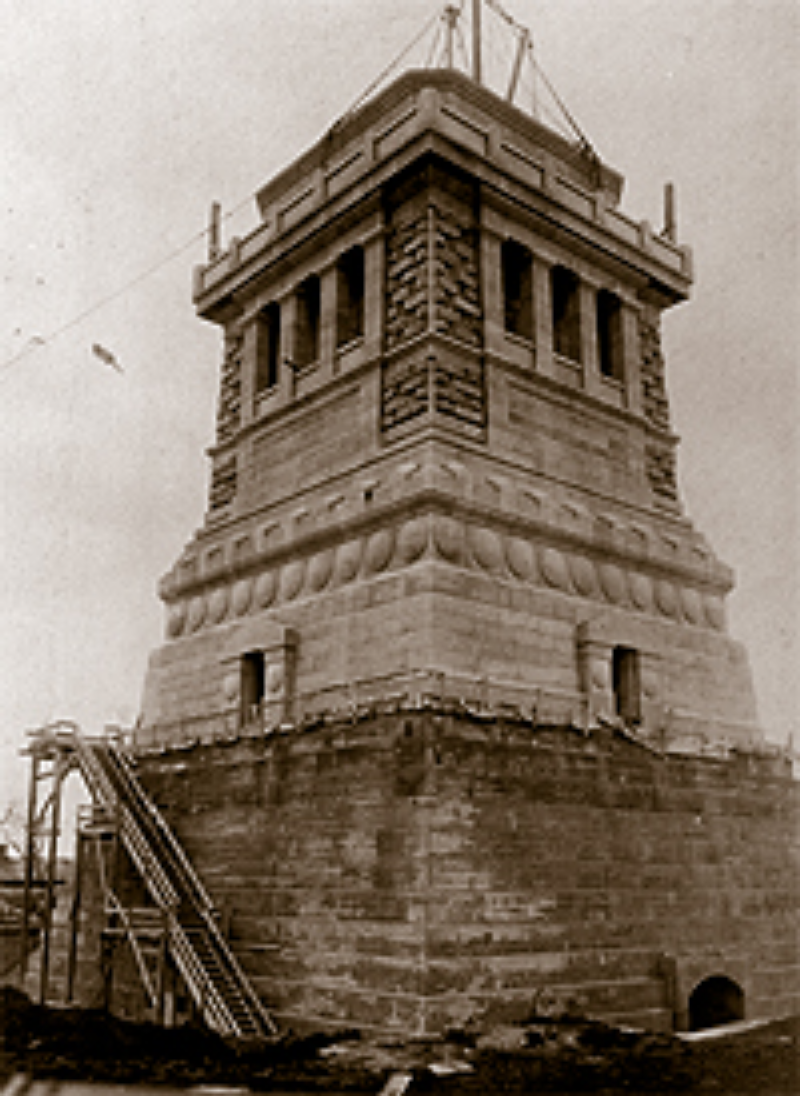
La base, abans de l'acoblament amb l'estàtua

Tal com estava pactat, les obres de construcció de la base eren responsabilitat dels americans. Va ser William M. Evarts qui les va dirigir. El projecte, com ocorria també amb l'estàtua a França, avançava molt lentament a causa dels pocs recursos financers de què disposaven i Josep Pulitzer, que dona nom als premis Pulitzer, va acceptar posar-ne publicitat gratuïtament a les primeres pàgines del diari New York World, a més de criticar en el diari tant la classe mitjana, per esperar que els rics ho financin tot, com l'acomodada, per no finançar-la prou. La base és obra de l'equip dirigit per l'enginyer Charles Pomeroy Stone. L'acte institucional de posar la "primera pedra" es va fer el 1884 i la base va ser construïda entre 1883 i 1886.
La base està feta majoritàriament de kersantita de les pedreres de Loperhet i de Logonna-Daoulas. El cor de la base està acoblat amb l'estructura interna de l'estàtua per mitjà de dues sèries de bigues.

#### Travessia de l'Atlàntic, acoblament i inauguració
El conjunt de les diferents peces de l'estàtua es va acabar el 1884 i el seu desmuntatge per al viatge començà el gener de 1885. Es va desmuntar en 350 peces repartides en 214 caixes. El braç amb la torxa ja es trobava a Nova York, on havia viatjat abans per ser mostrat en una exposició. Els altres trossos de l'estàtua es van traslladar de París a Rouen amb tren; d'allà van viatjar amb vaixell pel Sena fins a la Haia, on la fragata Isère els portaria a Nova York. Hi van arribar el 17 de juny de 1885 i van acoblar-se en quatre mesos. Les peces es van unir usant rivets de coure i, segons alguns, el drapat del vestit va ajudar a resoldre els problemes de dilatació. L'estàtua es va finalment inaugurar, en presència del president dels Estats Units de l'època, Grover Cleveland, el 28 d'octubre de 1886.

### Període com a far de Nova York
L'estàtua funcionà de far des del dia que va ser muntada fins al 1902. En aquella època, la U.S. Lighthouse board s'encarregava d'assegurar-ne el funcionament. S'havia assignat un guardià del far a l'estàtua i el poder de la seva llum era tal, que es podia veure a una distància de fins a 39 quilòmetres. S'instal·là un generador elèctric a l'illa a fi de subministrar potència a l'estructura.

## Descripció i simbologia

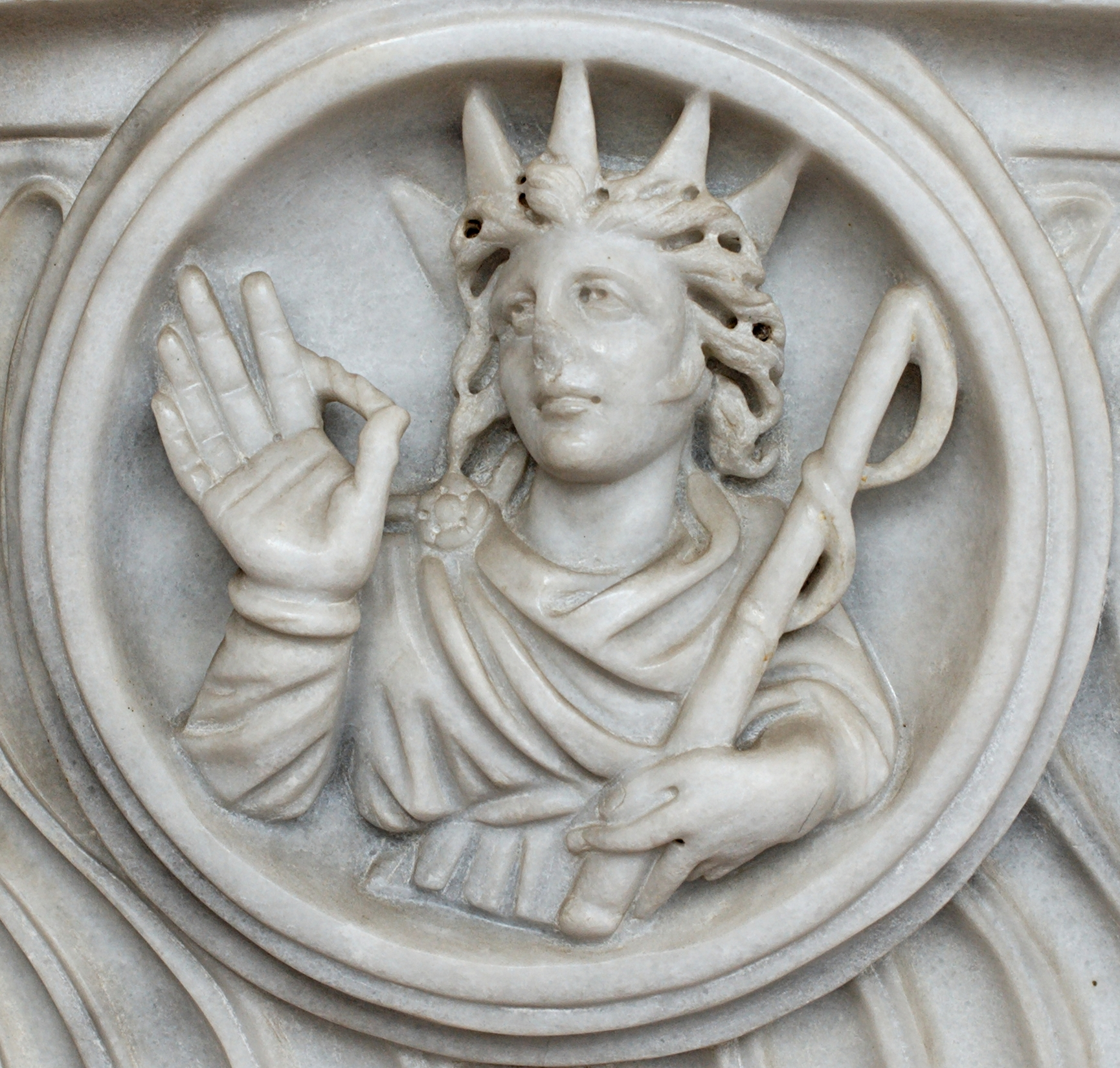
Hèlios, personificació del Sol de l'antiguitat. Detall d'un sarcòfag romà del. Els raig de la tiara recorden els de l'estàtua de la Llibertat

L'estàtua representa una dona en posició vertical, vestida amb una espècie d'estola ampla i en el cap té una corona amb set punxes, que simbolitzen els set continents i els sets mars. Hi ha 25 finestres a la corona que representen gemmes trobades sobre la terres i els rajos del cel que brillen sobre el món. La tiara recorda la que portava Hèlios, personificació del Sol en la mitologia grega. Bartholdi optà per la corona, i no es decidí pel barret frigi, símbol de la llibertat des de l'antiguitat. L'estàtua sosté a la mà dreta una torxa encesa, mantinguda en alt. La torxa ens remet al segle de les llums, encara que alguns la consideren un símbol francmaçó. A la mà esquerra sosté un tauler, que subjecta prop del cos. El tauler representa la llei o el dret, i té gravada la data de la signatura de la declaració d'Independència dels Estats Units d'Amèrica, escrita en numeració romana: JULY IV MDCCLXXVI.
L'estructura està recoberta d'una fina capa de coure, que reposa sobre una gran carcassa d'acer inoxidable (que al començament era de ferro), a excepció de la flama, que està recoberta amb làmines d'or. L'estructura reposa sobre una base en forma quadrada, que a la vegada es recolza sobre un primer sòcol, en forma d'estrella irregular d'onze punxes. L'alçada de l'estàtua de la Llibertat és de 46 metres, i arriba als 93 metres des del terra fins a la torxa. Al peu de l'estructura hi ha cadenes trencades que simbolitzen la llibertat. L'estàtua està orientada cap a l'est, és a dir, en direcció a Europa, amb qui els Estats Units comparteix passat i valors.
L'estàtua presenta aquesta coloració verdosa per l'acció de reaccions químiques produïdes per les sals de coure. Gran part de les estàtues de coure d'exteriors acaben adquirint finalment aquesta tonalitat després d'un procés anomenat patinació.
A la base del monument, hi ha una placa de bronze que conté els últims versos del sonet de la poeta estatunidenca Emma Lazarus titulat The New Colossus ('El nou colós') gravats. La placa de bronze no hi era quan s'inaugurà, sinó que s'hi afegí anys després, el 1903. A continuació, es mostra la reproducció dels versos que hi ha inscrits a la placa i la seva corresponent traducció al català:

## Nova York o Nova Jersey
A causa de la situació de l'illa de la Llibertat en la porció corresponent a Nova Jersey del riu Hudson, la titularitat de l'estàtua no ha estat exempta de controvèrsia.
El 1987 el representant demòcrata per Nova Jersey, Frank J. Guarini, i Gerald McCann, que va ser alcalde de Jersey City, van interposar una demanda contra la ciutat de Nova York, afirmant que Nova Jersey hauria d'exercir domini sobre l'illa de Llibertat donada la seva situació a la part de Nova Jersey del riu Hudson. L'illa, sota jurisdicció federal, es troba aproximadament a 600 metres de distància de la ciutat de Jersey i més de tres quilòmetres de la ciutat de Nova York. La Cort Suprema va decidir no sentir el cas, de manera que l'estatus legal existent de les parts de l'illa que estan sobre l'aigua no es va alterar. No obstant això, els drets riberencs sobre tota la terra submergida que envolta l'estàtua pertanyen a Nova Jersey. Les illes del port de Nova York han estat part de la ciutat de Nova York des de l'emissió el 1664 dels atípics estatuts colonials que van crear Nova Jersey, que no van fixar, com és habitual, un límit al mig del riu Hudson, tot i que la frontera per als drets no terrestres va ser fixada més tard a la meitat del canal.
El servei federal de parcs estableix que l'estàtua de la Llibertat està a l'illa de la Llibertat, que és una propietat federal administrada pel Servei de Parcs Nacionals i que, oficialment, l'illa està localitzada dins de la jurisdicció territorial de l'estat de Nova York per un pacte entre els governs estatals de Nova York i de Nova Jersey que va emetre una resolució sobre aquesta qüestió i que va ser ratificada pel Congrés el 1834.

## Rèpliques

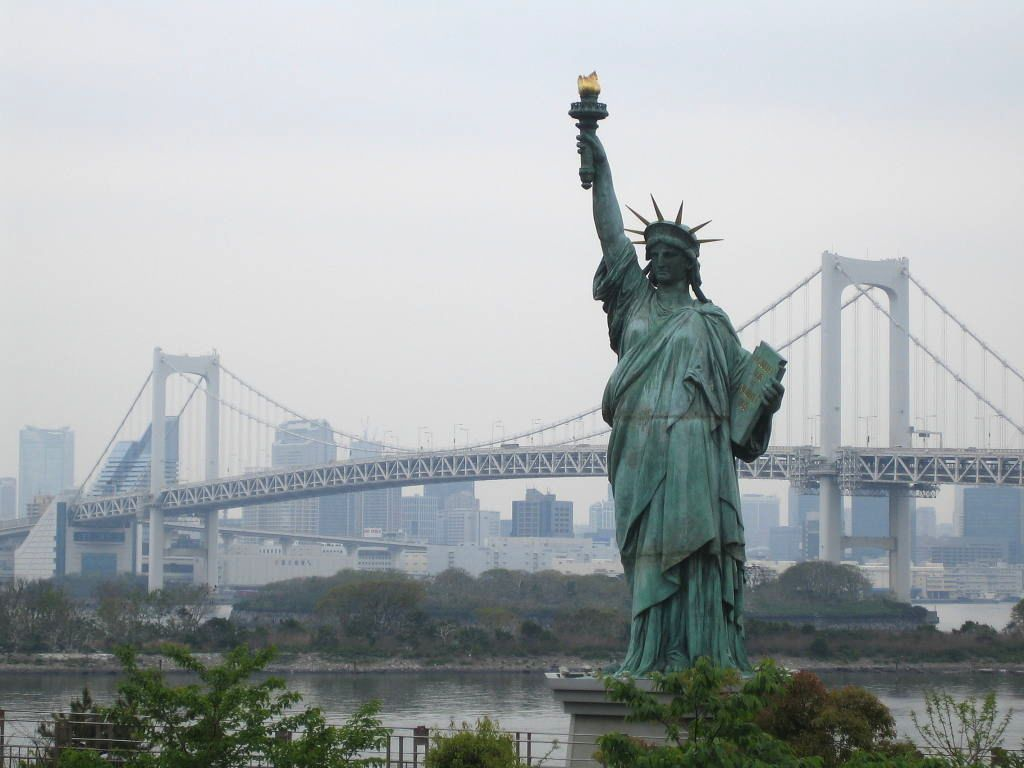
Rèplica situada a l'illa artificial d'Odaiba, a la badia de Tòquio (Japó); en segon pla, el Rainbow Bridge

L'estàtua de la Llibertat ha estat copiada i reproduïda diverses vegades i en diferents llocs, com també en diferents escales arreu del món, puix que és un monument universal. Aquestes rèpliques van des de les simples estatuetes en miniatura venudes a la botiga de records, fins a reproduccions a gran escala situades en algunes ciutats, ja sigui perquè formen part de la història del monument o d'algun dels seus creadors, o bé perquè l'original constitueix un símbol important de la llibertat arreu del món.
Les primeres miniatures de l'estàtua, realitzades per l'empresa Gaget, Gauthier & Cie (esdeveniment associat al naixement de la paraula anglesa gadget), van ser comercialitzades i distribuïdes entre les nombroses personalitats presents durant la cerimònia d'inauguració del 28 d'octubre de 1886. Aquestes primeres reproduccions serviren com a model per a diverses rèpliques construïdes posteriorment. La majoria es troben avui a França o als Estats Units; tanmateix, també se'n poden trobar en països com per exemple a l'Argentina, a Àustria, a Alemanya, a Itàlia, al Japó, a la Xina, o fins i tot al Vietnam, país que fou una antiga colònia francesa.
Entre les principals rèpliques a França del monument, hi ha la de l'Île aux Cygnes (illa dels Cignes) a París, amb una alçada d'11,50 m, que emergeix a l'extrem situat riu avall de Frédéric Auguste Bartholdi. N'hi ha també una reproducció a Colmar, inaugurada el 2004 a l'entrada nord de la ciutat, commemorativa del centenari de la mort de Bartholdi. La Miss Liberty de Colmar, de 3 tones de pes i dotze metres d'alçària, sobrepassa en cinquanta centímetres la seva germana gran parisenca de l'île aux Cygnes, fins llavors la més gran França, i la converteix en la rèplica autèntica més gran del món de l'estàtua de la Llibertat. Existeix també a Barentin, al Sena Marítim, una còpia en polièster de 13,5 m i 3,5 tones de pes, utilitzada en la pel·lícula de 1965 Le Cerveau de Gérard Oury.
En altres racons del món, les reproduccions més famoses de l'estàtua de la Llibertat són les del New York-New York Hotel & Casino a Las Vegas i la de l'illa artificial d'Odaiba a la badia de Tòquio. També, durant els incidents de Tian'anmen de 1989 a la Xina, els manifestants exhibiren una estàtua batejada com l'estàtua de la Democràcia, que s'inspirava en gran manera en l'estàtua de la Llibertat; el seu escultor, Tsao Tsing-Yuan, declarà haver canviat voluntàriament la seva aparença per no semblar massa pro americà. Una rèplica de la torxa de l'estàtua, la Flamme de la Liberté, regalada pels Estats Units a París, està instal·lat a la place de l'Alma parisenca. A l'Argentina, n'hi ha almenys dues rèpliques: una a la plaça Barrancas de Belgrano de la capital argentina, realitzada per Bartholdi en ferro roig i encomanada per a la Municipalitat de Buenos Aires a França; la segona, realitzada posteriorment a la defunció de l'autor, es troba a la ciutat del Pocito.

## En la cultura popular
L'estàtua de la Llibertat es va convertir ràpidament en una icona popular, apareixent en nombrosos anuncis, imatges, pel·lícules i llibres. El 1911, l'escriptor estatunidenc O. Henry feu dialogar l'estàtua de la Llibertat amb una altra estàtua. El 1918, el monument figurava sobre l'anunci de Victory Loan (préstec de la victòria) concedit pels Estats Units a Europa. A la dècada del 1940 i 1950, nombroses revistes pulp de ciència-ficció mostraven l'estàtua rodejada de ruïnes i restes d'altres èpoques. Durant la guerra freda, l'estàtua apareixia sovint en els cartells propagandístics com a símbol de la llibertat o dels Estats Units (lògicament en un sentit o d'altres, depenent del bàndol en qüestió). Els dibuixants americans la mostraren com la representació de Nova York després dels atemptats de l'11 de setembre de 2001. La publicitat també la utilitzà per a donar a conèixer productes com la Coca-Cola o el xiclet.
L'estàtua inspirà pintors del segle xx com Andy Warhol.
En el cinema, l'estàtua apareix en una gran nombre de pel·lícules, en algunes amb un gran protagonisme. L'any 1917, en The Immigrant, Charles Chaplin admira l'estàtua mentre el seu vaixell arriba al port de Nova York. El 1942 apareix a la pel·lícula d'Alfred Hitchcock Saboteur durant el desenllaç final. Al final de la primera versió de la pel·lícula El planeta dels simis, la mostra en un sorprenent final sepultada parcialment sota la sorra d'una platja. En la filmografia recent, l'estàtua apareix en pel·lícules com X-Men, en què la batalla final es desenvolupa a l'estàtua, en Artificial Intelligence: A.I., en què apareix submergida, en Homes de negre II, en què l'agent K "neutralitza" tot Nova York amb la seva torxa, en El dia de demà, en què apareix en diverses escenes o en National Treasure, en què l'estàtua germana situada a París proporciona al caçador de tresors Ben Gates (Nicolas Cage) una pista per descobrir el tresor secret.
El 1979, l'estàtua formà part d'una patent imaginada a la Universitat de Wisconsin-Madison. Diversos estudiants reproduïren la part superior de l'estàtua i la col·locaren en un llac gelat de la regió, i donava la impressió d'estar submergida. El monument figura en les plaques de matrícula de l'estat de Nova York i en les de Nova Jersey.
En el món de l'esport, la Lady Liberty serveix de logotip per a l'equip de la NHL dels New York Rangers i per a l'equip de bàsquet femení del New York Liberty, que competeix en la WNBA. Per celebrar el centenari del monument, el servei postal francès creà el 1986 un segell que representa la cara de l'estàtua titulada «Llibertat». L'any 2000, el monument formà part de les propostes per a designar les «set noves meravelles del món» (New7Wonders), en què quedà finalista. El logotip de la Universitat de Nova York recupera la torxa de l'estàtua per representar que està al servei de la ciutat de Nova York. La torxa apareix a la vegada sobre el segell i sobre el logotip de la universitat, dissenyat per Ivan Chermayeff el 1965. El conegut il·lusionista David Copperfield feu «desaparèixer» el monument en un programa en directe en la televisió el 1983, en un dels seus trucs més memorables.

## L'estàtua de la Llibertat en xifres

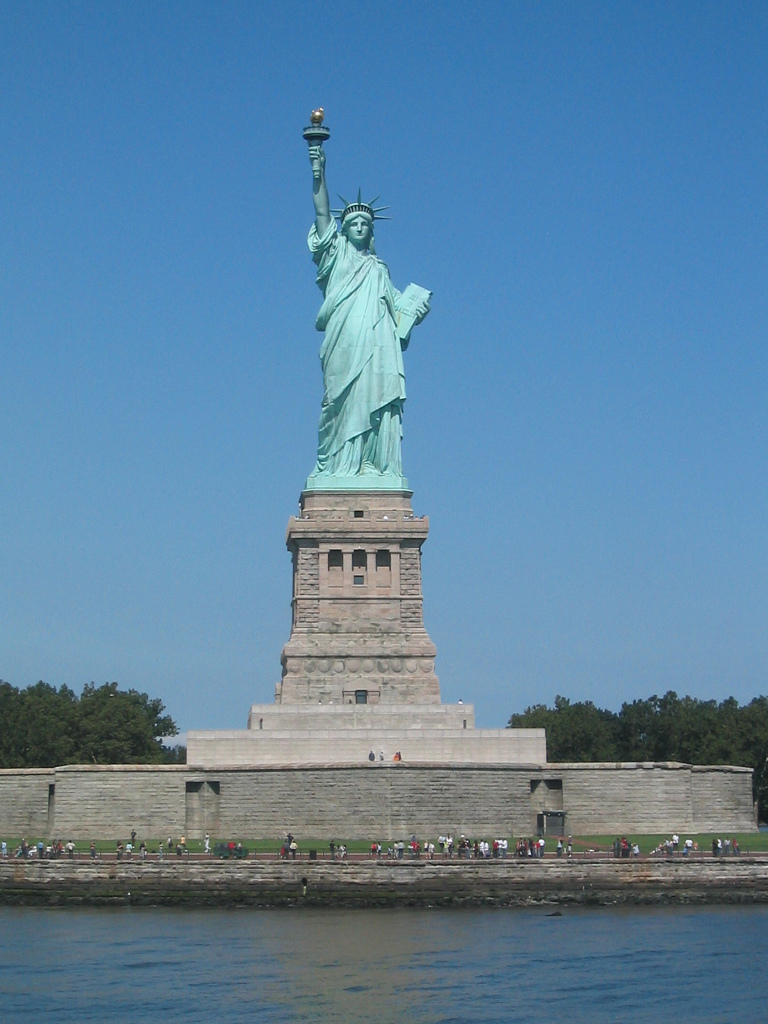
Estàtua de la Llibertat

| Alçada de l'estàtua, des de la base fins a la torxa      | 46,05 m  |
| Alçada total del monument, des del terra fins a la torxa | 92,99 m  |
| Alçada des dels peus de l'estàtua a la corona            | 33,86 m  |
| Alçada de la base, des del terra fins a l'estàtua        | 46,94 m  |
| Longitud de la mà                                        | 5,00 m   |
| Dit índex                                                | 2,44 m   |
| Cap, des del mentó al crani                              | 5,26 m   |
| Ample del cap                                            | 3,05 m   |
| Ample de l'ull                                           | 0,76 m   |
| Longitud del nas                                         | 1,37 m   |
| Longitud del braç dret                                   | 12,80 m  |
| Ample del braç dret                                      | 3,66 m   |
| Ample de la boca                                         | 0,91 m   |
| Alçada del tauler                                        | 7,19 m   |
| Ample del tauler                                         | 4,14 m   |
| Gruix del tauler                                         | 0,61 m   |
| Pes del coure                                            | 31 t     |
| Pes total                                                | 225 t    |
| Pes de l'acer                                            | 125 t    |
| Pes dels fonaments de formigó                            | 25.500 t |
| Gruix de les planxes de coure                            | 2,38 mm  |

Font: Statue Statistics, National Park Service (16/8/2006). Consultat el 12 de juny de 2009.